# Pamela Reif
Pamela Reif (Karlsruhe, 1996.) njemački je model i glumica. Popularnost je stekla objavama svojih fotografija na društvenim mrežama te je autorica jedne knjige o zdravom životu i prehrani.

## Životopis
Rođena je u Karlsruheu kao kći Manuele Reif. Ima brata Dennisa. Reif je napisala maturu s prosjekom 1,0. U lipnju 2012. otvorila je Instagram profil i od tada objavljuje fotogafije i videozapise vezane uz prehranu i vježbe za tijelo. Na Instagramu ima više milijuna pratitelja. 
2017. godine u izdanju Community Editionsa objavljuje svoju prvu knjigu Strong & Beautiful, koja sadrži savjete o zdravoj prehrani, lifestyleu i fitnessu.
Njemački PlaceToB joj je dodijelio nagradu za fitness influencera godine.

## Privatni život
Od siječnja 2017. u vezi je s njemačkim nogometašem Lorisom Kariusom.

## Knjige
- Strong & Beautiful (2017.)

## Filmografija
- Talk show Markusa Lanza kao Pamela Reif (2008.)
- Bruder vor Luder kao Pamela (2015.)